# ГЕС Мервін
ГЕС Мервін — гідроелектростанція у штаті Вашингтон (Сполучені Штати Америки). Знаходячись після ГЕС Єль, становить нижній стуіпнь каскаду на річці Льюїс, яка дренує західний схил Каскадних гір та впадає праворуч до Колумбії (має гирло на узбережжі Тихого океану на межі штатів Вашингтон та Орегон).
У межах проекту річку перекрили бетонною арковою греблею висотою 95 метрів, довжиною 396 метрів та товщиною від 6 (по гребеню) до 28 (по основі) метрів. Вона утримує витягнуте на 23,3 км водосховище з площею поверхні 16 км2 та об’ємом 522 млн м3 (корисний об’єм 325 млн м3), в якому припустиме коливання рівня у операційному режимі між позначками 71,6 та 73 метри НРМ.
Через три водоводи діаметром по 4,7 метра ресурс надходить до пригреблевого машинного залу, обладнаного трьома турбінами типу Френсіс потужністю по 45 МВт (крім того, існує допоміжний агрегат потужністю 1 МВт). Турбіни використовують напір у 52 метри.
Видача продукції відбувається по ЛЕП, розрахованій на роботу під напругою 115 кВ.